# Влодко Кауфман
Влодко (Володимир) Кауфман (нар. 2 березня 1957, Караганда, Казахстан) — український художник німецького походження, живописець, графік, перформер, Автор багатьох мистецьких проєктів та учасник персональних і групових виставок.

## Життєпис
У 1974—1978 роках навчався у Львівському училищі прикладного та декоративного мистецтва ім. Івана Труша.
У 1978—1980 роках навчався у Львівському політехнічному інституті за спеціальністю архітектура).
1986 — Перша премія, живопис, «Осінні зустрічі» (Львівська картинна галерея).
1988 року був художником естрадного театру «Не журись!»
У 1989—1993 роках був членом мистецького товариства «Шлях» та брав участь у його групових виставках у Львові, Харкові, Любліні та Кракові.
1992 року був головним художником фестивалю «Вивих».
1993 року був головним художником фестивалю «Українська молодь — Христові».
1993 року став співзасновником мистецького об'єднання «Дзиґа». Був його артдиректором.
1993 року представив гепенінг «Листи до Землян, або Восьма Печать» у Львівській картинній галереї, (тепер Львівська галерея мистецтв), а також виставку та інсталяцію «Незбагненна руйнація» (Львівська картинна галерея).
1994 року представив гепенінг (трансформацію) «Дзеркальний короп» у парку «Знесіння», а також гепенінг «День народження» у Пороховій вежі.
1995 року перформанс «їжа» у художній майстерні Е. Миська у Львові та перформанс «Комедія екстазу» у культурно-мистецькому центрі «Дзиґа».
1996 року усвідомлений кітч "Клуб-кав'ярня «Вавілон XX» у кіноцентрі «Україна» (Львів), а також перформанс та інсталяція «Ретроспекція».
1997 року інсталяція «Версії наповнення» у «Дзизі».
1998 року артмікс «Повернення Ікара» у «Дзизі», перформанс-інсталяція спільно з Наталкою Шимін «Щоденник» у «Дзизі».
1999 року «Час-константа. Відео І» у «Дзизі».
2000 року «Second Hand (з других рук). Відео II» та «Лапання часу. Відео ІН» у «Дзизі».
2001 року артпровокація на вулицях Львова, відео «Це ще не свобода…», виставки-інсталяції «Дзеркальний хрест», «І ти, Бруно…» у «Дзизі».
2002 року перформенс-інсталяція-об'єкт «Механічна анатомія звуку» (Порохова вежа, Київська траса, 10 км, Гамаліївське торфовище), поліграфічний проєкт «Гра в гру» («Дзиґа», видавництво «Аз-Арт»), інстальоване малярство «Технологія чуйності» («Дзиґа», «Сенсус» (Київ)).
2003 року вистава-перформенс «Весна без назви» у Театрі юного глядача, тепер Перший український театр для дітей та юнацтва (Львів) та інсталяційний перформенс «У фокусі сну» у, клубі-галереї «К-11» (Київ), перформенс «Пам'яті Дюшампа» у клубі-кафе «Лялька» (Львів).
2004 року інстальована графіка, об'єкти, фото «Цитати для гнізд» у клубі-галереї «К-11» (Київ), 2005 року у клубі-галереї «Алхімія» (Краків) та 2006 року у «Дзизі». Перформенс, відеоарт «Падіння польоту»: 2004 року І частина - у Стрийському парку, II частина — у галереї «L-art» (Київ) та 2005 року у Кракові.
У 2005—2006 роках інстальований живопис «Утилізація ностальгії*» у «Дзизі» (кав'ярня «Під клепсидрою»).
2007 року живопис, інсталяції «Карпаторозділ» у «Дзизі». Став співзасновником Інституту актуального мистецтва.
2008 року перформенси «Побутова екскурсія» та «Священна Полтва» в рамках проєкту «Арт-Депо» (Львів), перформанс «Декларація порожнечі» в рамках фестивалю «ГогольФест» (Київ), перформанс та відеоарт у годинниковому механізмі Дрогобицької ратуші в рамках III Міжнародного фестивалю Бруно Шульца «Вистава в годиннику» (Дрогобич), інсталяція, перформанс «Б. Н.» в рамках Тижня актуального мистецтва (Львів).
Активно співпрацював з Львівським академічним театром ім. Леся Курбаса, Національним академічним українським драматичним театром ім. М. Заньковецької, Першим українським театром для дітей та юнацтва, Національним академічним театром ім. І. Франка (Київ).
У 2008—2009 роках — куратор проєкту «Тиждень актуального мистецтва» (Львів), 2009 року — куратор паралельної програми Першого міжнародного фестивалю мистецтв «Fort. Missia» (с. Поповичі Мостиського р-ну Львівська обл.).
2009 року представив перформенс «Шахівниця» в рамках проєкту «L2» (Люблін), а також під час Тижня актуального мистецтва у Львові. Інстальована графіка «Птахотерапія» у «Дзизі».